# الاستیعاب فی معرفه الاصحاب
الاستیعاب فی معرفه الاصحاب کتابی است در معرفی اصحاب محمد پیامبر اسلام، که توسط ابن عبدالبر (368 - 463 قمری) نگاشته شده است. این کتاب یکی از اولین کتابهایی است که برای اصحاب پیامبر اسلام نوشته شده است. رویکرد نویسنده در نگارش کتاب اینگونه بوده است که نام صحابی محمد و کسانی که از وی روایت نقل کرده اند، و برخی روایات وی از پیامبر اسلام را نقل کرده است. همچنین در کتاب مطالبی مربوط به زندگی و مرگ اصحاب پیامبر آمده است.
ابن عبدالبر در مقدمه کتاب الاستیعاب مطالبی پیرامون اهمیت شناخت کسانی که روایاتی را از قول پیامبر اسلام برای مردم نقل کرده و از آن ها نگهداری کرده اند، ذکر نموده است. از نظر او این افراد، همان اصحاب پیامبر هستند که شناخت ایشان یکی از مهمترین اموری است که پس از اهتمام به قرآن باید مورد توجه قرار گیرد.